# Roderick Veelo
Roderick Veelo (Ouderkerk aan de Amstel, 29 oktober 1964) is een Nederlands journalist, columnist en radio- en televisiepresentator.
Na een voltooide studie politicologie in Amsterdam, werkte Veelo onder andere voor Radio 10, VARA, BNR Nieuwsradio, SBS6 en TROS. Vóór deze periode werkte Veelo al als nieuwslezer voor het illegale radiostation Radio Decibel in Amsterdam, waar onder anderen ook Adam Curry, Jeroen van Inkel en Daniël Dekker programma's maakten. Tot november 2020 presenteerde hij het financieel nieuwsprogramma RTL Z waar hij in april 2005 was begonnen. Sedert november 2020 schrijft hij een column voor de Telegraaf. Vanaf februari 2006 presenteert Veelo wekelijks een radioprogramma op KX Radio. Sinds 2006 valt hij incidenteel in bij Editie NL.
In 2006 deed Veelo mee aan het televisieprogramma Wie is de Mol?, waarin hij verliezend finalist was.

## TPO Podcast
Sinds 7 februari 2017 produceert Veelo in samenwerking met Bert Brussen de TPOdcast/TPO Podcast. In deze podcast bespreken hij en Brussen onder meer het laatste nieuws, nationale en internationale politiek en sociaal-cultureel aangelegen onderwerpen. Op 4 september 2018 ontving de podcast de Online Radio Awards 2018. Veelo ontving eveneens de prijs voor de beste online presentator.
In de meer recente afleveringen komt de rubriek 'de woke week' aan de orde, waarin de veranderende sociale en politieke normen bekritiseerd worden. De gedragingen van politiek-correcte overheden, bedrijven en dergelijke instellingen die streven naar meer diversiteit en inclusiviteit worden veelvuldig gehoond. Verder wordt het beleid van Nederlandse politieke partijen over het gehele politieke spectrum op zowel nationaal als lokaal niveau besproken. In 2020 en 2021 waren regelmatig voorkomende onderwerpen uitspraken van Forum voor Democratie en D66-fractievoorzitters Thierry Baudet en Sigrid Kaag.
Sinds de aanvang van de corona-pandemie in februari 2020 is hij in de podcast kritisch op het (demissionair) kabinetsbeleid van minister-president Rutte en minister van Volksgezondheid, Welzijn en Sport Bruins en De Jonge. Hij is wel voorstander van het laten vaccineren, wat hem kritiek opleverde van een deel van de podcastluisteraars. In mei 2022 won hij met TPO Podcast voor de tweede maal de Online Radio Awards 2022 voor beste podcast, en Veelo ontving eveneens de prijs voor de beste online presentator.